# جون روبرتس (لاعب كريكت)
جون روبرتس (4 مارس 1933 في المملكة المتحدة - ) (بالإنجليزية: John Roberts)‏ هو لاعب كريكت بريطاني. لعب مع نادي مقاطعة لانكشر للكريكت ‏.

## وصلات خارجية
- جون روبرتس على موقع إي آس بي آن كريك إنفو (الإنجليزية)